# Ɩ̨
Cette page contient des caractères spéciaux ou non latins. S’ils s’affichent mal (▯, ?, etc.), consultez la page d’aide Unicode.
Ɩ̨ (minuscule : ɩ̨), appelé iota ogonek, est un graphème utilisé dans la transcriptions de Melville Jean Herskovits. Il s’agit de la lettre iota diacritée d’un ogonek.

## Utilisation
Melville Jean Herskovits utilise le iota ogonek ‹ ɩ̨ › dans la transcription phonétique et l’écriture de certaines langues dans plusieurs ouvrages, en se basant sur la transcription phonétique des langues indiennes publiée en 1916 et l’orthographe pratique des langues africaines publié en 1930.

## Représentations informatiques
Le iota ogonek peut être représenté avec les caractères Unicode suivants :
- décomposé (latin étendu B, Alphabet phonétique international, diacritiques) :

| formes    | représentations | chaînes de caractères | points de code | descriptions                                    |
| --------- | --------------- | --------------------- | -------------- | ----------------------------------------------- |
| majuscule | Ɩ̨               | Ɩ◌̨                    | U+0196 U+0328  | lettre majuscule latine iota diacritique ogonek |
| minuscule | ɩ̨               | ɩ◌̨                    | U+0269 U+0328  | lettre minuscule latine iota diacritique ogonek |